# Stornes
Die Stornes (norwegisch für Große Landspitze) ist eine 5 km lange und 21,13 km² große, felsige und zerklüftete Halbinsel an der Ingrid-Christensen-Küste des ostantarktischen Prinzessin-Elisabeth-Lands. Sie ragt als Teil der Larsemann Hills in die Prydz Bay hinein. Mit Ausnahme eines kleinen und isolierten Gletschers von 2 km Durchmesser ist die Stornes im Sommer eisfrei.
Norwegische Kartografen, die sie auch deskriptiv benannten, kartierten sie anhand von Luftaufnahmen, die bei der Lars-Christensen-Expedition 1936/37 entstanden.
Der größte Teil der Halbinsel ist als besonders geschütztes Gebiet ASPA-174 ausgewiesen. Die gesamte Stornes liegt außerdem im Sonderverwaltungsgebiet ASMA-6. Als schützenswert gilt insbesondere ihre einzigartige geologische Beschaffenheit. Hier kommen fünf Borosilikat- und neun Phosphatmineralien vor. Die seltenen Borosilikate Prismatin und Grandidierit finden sich in spektakulären Kristallen, und das ferromagnetische Fluorphosphat Wagnerit tritt in zwei verschiedenen Polytypen auf.
Stornes ist die Typlokalität der Minerale Boralsilit und Tassieit. Der 2005 ebenfalls erstmals von hier beschriebene und nach diesem Fundort benannte Stornesit-(Y) erwies sich inzwischen als yttriumhaltiger Chladniit. Daneben finden sich aber auch fossile Sedimente aus einer Periode geringerer Vergletscherung vor vier Millionen Jahren.